# Antônio Ribeiro de Oliveira
Antônio Ribeiro de Oliveira (Orizona, 10 de junho de 1926 – Goiânia, 28 de fevereiro de 2017) foi um bispo católico, Arcebispo Emérito de Goiânia. 
Antônio Ribeiro de Oliveira foi ordenado sacerdote em 2 de abril de 1949 em Mariana (MG).
Papa João XXIII nomeou-o em 25 de agosto de 1961 bispo titular de Arindela e bispo auxiliar de Goiânia. O Arcebispo de Goiânia, Fernando Gomes dos Santos, o consagrou em 29 de outubro do mesmo ano; Os co-consagrantes foram Abel Ribeiro Camelo, Bispo de Goiás, e José Lázaro Neves CM, Bispo de Assis. Antônio Ribeiro de Oliveira participou da última sessão do Concílio Vaticano II. Foi Administrador Apostólico de Goiás de 1966 a 1967 e Administrador Apostólico de Itumbiara de 1972 a 1973.
Papa Paulo VI nomeou-o Bispo de Ipameri em 19 de dezembro de 1975. Em 23 de outubro de 1985 foi nomeado Arcebispo de Goiânia pelo Papa João Paulo II. Foi Presidente da Região Centro-Oeste da CNBB (1987-1991). Dom Antônio até os dias de hoje é lembrado pelo seu espírito de caridade e benevolência pelos mais humildes. Em 8 de maio de 2002, João Paulo II aceitou sua renúncia por motivos de idade.
Morreu em 28 de fevereiro de 2017, aos 90 anos, de infarto. Ele era muito popular entre a população e conhecido por seu compromisso, abnegação e trabalho pelo povo. O governo estadual decretou luto estadual de três dias no estado de Goiás.